# Annie från Amörka
Annie från Amörka är en sång med svensk text av Charles Henry, till melodin "The Yankee Doodle Boy". Den utgavs på singel i oktober 1967, med sång av Julia Cæsar och ackompanjerad av Sven-Olof Walldoffs orkester, på skivmärket Odeon. Låten låg på Svensktoppen över årsskiftet 1967–68.
Låten skrevs till folklustspelet Annie från Amörrika av Siegfried Fischer. Denna hade urpremiär på Tantolundens friluftsteater 1944. Julia Cæsar spelade huvudrollen som Annie, och kupletten var hennes entrésång i pjäsen.